# Рокатамбуро (Перуђа)
Рокатамбуро је насеље у Италији у округу Перуђа, региону Умбрија.
Према процени из 2011. у насељу је живело 34 становника. Насеље се налази на надморској висини од 790 м.